# Гарі Невілл
Гарі Невілл (англ. Gary Neville, нар. 18 лютого 1975, Бері) — колишній англійський футболіст, захисник. По завершенні кар'єри — футбольний тренер.
Протягом усієї кар'єри виступав на позиції захисника в «Манчестер Юнайтед». За майже 20 років у складі «Манчестер Юнайтед» Гарі зіграв 602 матчі у всіх турнірах, 8 разів ставав Чемпіоном Англії, тричі володарем Кубка Англії, а також допоміг клубу двічі виграти Лігу Чемпіонів. Також виступав за національну збірну Англії. Перший матч за збірну Англії Невілл провів в 1995 році та відтоді протягом більш ніж 10 років грав на позиції правого захисника збірної, взявши участь у трьох чемпіонатах Європи й двох чемпіонатах світу.
Завершивши ігрову кар'єру, працював в тренерському штабі збірної Англії, а також очолював іспанську «Валенсію».

## Клубна кар'єра
Невілл починав свою кар'єру в «Барі», звідки в липні 1991 року перейшов в академію «Манчестер Юнайтед». Вихованець футбольної школи клубу «Манчестер Юнайтед».
Дорослу футбольну кар'єру розпочав 1992 року в основній команді того ж клубу, кольори якої і захищав протягом усієї своєї кар'єри гравця, що тривала цілих двадцять років. Більшість часу, проведеного у складі «Манчестер Юнайтед», був основним гравцем захисту команди. За цей час дванадцять разів виборював титул чемпіона Англії, ставав володарем Кубка Англії (чотири рази), володарем Суперкубка Англії з футболу (вісім разів), володарем Кубка англійської ліги (тричі), переможцем Ліги чемпіонів УЄФА (двічі), володарем Міжконтинентального кубка.
Після переходу Роя Кіна був капітаном «Юнайтед» з 2005 по 2011 роки.
2 лютого 2011 року Гарі Невілл офіційно оголосив про завершення кар'єри гравця. Причиною завершення кар'єри Невілла стали постійні травми протягом останніх років.

## Виступи за збірну
1995 року дебютував в офіційних матчах у складі національної збірної Англії. Протягом кар'єри у національній команді, яка тривала 13 років, провів у формі головної команди країни 85 матчів. У складі збірної був учасником чемпіонату Європи 1996 року в Англії, на якому команда здобула бронзові нагороди, чемпіонату світу 1998 року у Франції, чемпіонату Європи 2000 року у Бельгії та Нідерландах, чемпіонату Європи 2004 року у Португалії, чемпіонату світу 2006 року у Німеччині.

## Тренерська кар'єра
У 2012 році був запрошений Роєм Годжсоном у тренерський штаб збірної Англії, де і працював аж до літа 2016, поки Годжсона не було звільнено після провального виступу збірної на Євро-2016.
У грудні 2015 року Гарі почав самостійну тренерську кар'єру, очоливши іспанську «Валенсію», а його брат Філ Невіл зайняв посаду асистента. 30 березня 2016 року Гарі був відправлений у відставку — іспанська команда виграла лише три з 16 матчів у Ла Лізі під керівництвом Невілла і 10 з 28 матчів в цілому.
| Дата       | Місто              | Господарі          | Результат             | Гості              | Турнір                | Голи | Примітки |
| ---------- | ------------------ | ------------------ | --------------------- | ------------------ | --------------------- | ---- | -------- |
| 3-6-1995   | Лондон             | Англія             | 2 – 1                 | Японія             | товариський матч      | -    |          |
| 11-6-1995  | Лондон             | Англія             | 1 – 3                 | Бразилія           | товариський матч      | -    |          |
| 6-7-1995   | Лондон             | Англія             | 0 – 0                 | Колумбія           | товариський матч      | -    |          |
| 11-10-1995 | Осло               | Норвегія           | 0 – 0                 | Англія             | товариський матч      | -    |          |
| 15-11-1995 | Лондон             | Англія             | 3 – 1                 | Швейцарія          | товариський матч      | -    |          |
| 12-12-1995 | Лондон             | Англія             | 1 – 1                 | Португалія         | товариський матч      | -    |          |
| 27-3-1996  | Лондон             | Англія             | 1 – 0                 | Болгарія           | товариський матч      | -    |          |
| 24-4-1996  | Лондон             | Англія             | 0 – 0                 | Хорватія           | товариський матч      | -    |          |
| 18-5-1996  | Лондон             | Англія             | 3 – 0                 | Угорщина           | товариський матч      | -    |          |
| 23-5-1996  | Пекін              | КНР                | 0 – 3                 | Англія             | товариський матч      | -    |          |
| 8-6-1996   | Лондон             | Англія             | 1 – 1                 | Швейцарія          | ЧЄ 1996 - 1-й етап    | -    | 25'      |
| 15-6-1996  | Лондон             | Англія             | 2 – 0                 | Шотландія          | ЧЄ 1996 - 1-й етап    | -    |          |
| 18-6-1996  | Лондон             | Англія             | 4 – 1                 | Нідерланди         | ЧЄ 1996 - 1-й етап    | -    |          |
| 22-6-1996  | Лондон             | Англія             | 0 – 0 д.ч. (4-2 п.п.) | Іспанія            | ЧЄ 1996 - чвертьфінал | -    | 48'      |
| 1-9-1996   | Кишинів            | Молдова            | 0 – 3                 | Англія             | Відбір до ЧС 1998     | -    |          |
| 9-10-1996  | Лондон             | Англія             | 2 – 1                 | Польща             | Відбір до ЧС 1998     | -    |          |
| 12-2-1997  | Лондон             | Англія             | 0 – 1                 | Італія             | Відбір до ЧС 1998     | -    |          |
| 30-4-1997  | Лондон             | Англія             | 2 – 0                 | Грузія             | Відбір до ЧС 1998     | -    |          |
| 31-5-1997  | Хожув              | Польща             | 0 – 2                 | Англія             | Відбір до ЧС 1998     | -    |          |
| 4-6-1997   | Нант               | Італія             | 0 – 2                 | Англія             | товариський матч      | -    | 46'      |
| 7-6-1997   | Монпельє           | Франція            | 0 – 1                 | Англія             | товариський матч      | -    |          |
| 10-6-1997  | Париж              | Англія             | 0 – 1                 | Бразилія           | товариський матч      | -    | 19'      |
| 10-9-1997  | Лондон             | Англія             | 4 – 0                 | Молдова            | Відбір до ЧС 1998     | -    |          |
| 11-2-1998  | Лондон             | Англія             | 0 – 2                 | Чилі               | товариський матч      | -    |          |
| 22-4-1998  | Лондон             | Англія             | 3 – 0                 | Португалія         | товариський матч      | -    | 81'      |
| 23-5-1998  | Лондон             | Англія             | 0 – 0                 | Саудівська Аравія  | товариський матч      | -    |          |
| 29-5-1998  | Касабланка         | Бельгія            | 0 – 0 (4-3 п.п.)      | Англія             | товариський матч      | -    | 46'      |
| 22-6-1998  | Тулуза             | Румунія            | 2 – 1                 | Англія             | ЧС 1998 - 1-й етап    | -    |          |
| 26-6-1998  | Ланс               | Колумбія           | 0 – 2                 | Англія             | ЧС 1998 - 1-й етап    | -    |          |
| 30-6-1998  | Сент-Етьєн         | Аргентина          | 2 – 2 д.ч. (3-2 п.п.) | Англія             | ЧС 1998 - 1/8 фіналу  | -    |          |
| 10-10-1998 | Лондон             | Англія             | 0 – 0                 | Болгарія           | Відбір до ЧЄ 2000     | -    |          |
| 27-3-1999  | Лондон             | Англія             | 3 – 1                 | Польща             | Відбір до ЧЄ 2000     | -    |          |
| 4-9-1999   | Лондон             | Англія             | 6 – 0                 | Люксембург         | Відбір до ЧЄ 2000     | -    | 46'      |
| 8-9-1999   | Варшава            | Польща             | 0 – 0                 | Англія             | Відбір до ЧЄ 2000     | -    | 12'      |
| 27-5-2000  | Лондон             | Англія             | 1 – 1                 | Бразилія           | товариський матч      | -    |          |
| 3-6-2000   | Та-Калі            | Мальта             | 1 – 2                 | Англія             | товариський матч      | -    |          |
| 12-6-2000  | Ейндговен          | Португалія         | 3 – 2                 | Англія             | ЧЄ 2000 - 1-й етап    | -    |          |
| 17-6-2000  | Шарлеруа           | Німеччина          | 0 – 1                 | Англія             | ЧЄ 2000 - 1-й етап    | -    |          |
| 20-6-2000  | Шарлеруа           | Румунія            | 3 – 2                 | Англія             | ЧЄ 2000 - 1-й етап    | -    |          |
| 7-10-2000  | Лондон             | Англія             | 0 – 1                 | Німеччина          | Відбір до ЧС 2002     | -    | 46'      |
| 15-11-2000 | Турин              | Італія             | 1 – 0                 | Англія             | товариський матч      | -    |          |
| 28-2-2001  | Бірмінгем          | Англія             | 3 – 0                 | Іспанія            | товариський матч      | -    | 78'      |
| 24-3-2001  | Ліверпуль          | Англія             | 2 – 1                 | Фінляндія          | Відбір до ЧС 2002     | -    |          |
| 28-3-2001  | Тирана             | Албанія            | 1 – 3                 | Англія             | Відбір до ЧС 2002     | -    | 82'      |
| 15-8-2001  | Лондон             | Англія             | 0 – 2                 | Нідерланди         | товариський матч      | -    | 46'      |
| 1-9-2001   | Мюнхен             | Німеччина          | 1 – 5                 | Англія             | Відбір до ЧС 2002     | -    |          |
| 5-9-2001   | Ньюкасл            | Англія             | 2 – 0                 | Албанія            | Відбір до ЧС 2002     | -    |          |
| 6-10-2001  | Манчестер          | Англія             | 2 – 2                 | Греція             | Відбір до ЧС 2002     | -    |          |
| 10-11-2001 | Манчестер          | Англія             | 1 – 1                 | Швеція             | товариський матч      | -    | 58'      |
| 13-2-2002  | Амстердам          | Нідерланди         | 1 – 1                 | Англія             | товариський матч      | -    | 78'      |
| 27-3-2002  | Лідс               | Англія             | 1 – 2                 | Італія             | товариський матч      | -    | 87'      |
| 17-4-2002  | Ліверпуль          | Англія             | 4 – 0                 | Парагвай           | товариський матч      | -    | 69'      |
| 12-10-2002 | Братислава         | Словаччина         | 1 – 2                 | Англія             | Відбір до ЧЄ 2004     | -    |          |
| 16-10-2002 | Саутгемптон        | Англія             | 2 – 2                 | Північна Македонія | Відбір до ЧЄ 2004     | -    |          |
| 12-2-2003  | Лондон             | Англія             | 1 – 3                 | Австралія          | товариський матч      | -    | 46'      |
| 29-3-2003  | Вадуц              | Ліхтенштейн        | 0 – 2                 | Англія             | Відбір до ЧЄ 2004     | -    |          |
| 2-4-2003   | Сандерленд         | Англія             | 2 – 0                 | Туреччина          | Відбір до ЧЄ 2004     | -    |          |
| 6-9-2003   | Скоп'є             | Північна Македонія | 1 – 2                 | Англія             | Відбір до ЧЄ 2004     | -    |          |
| 10-9-2003  | Манчестер          | Англія             | 2 – 0                 | Ліхтенштейн        | Відбір до ЧЄ 2004     | -    |          |
| 11-10-2003 | Стамбул            | Туреччина          | 0 – 0                 | Англія             | Відбір до ЧЄ 2004     | -    |          |
| 16-11-2003 | Манчестер          | Англія             | 2 – 3                 | Данія              | товариський матч      | -    | 16'      |
| 1-6-2004   | Манчестер          | Англія             | 1 – 1                 | Японія             | товариський матч      | -    | 86'      |
| 5-6-2004   | Манчестер          | Англія             | 6 – 1                 | Ісландія           | товариський матч      | -    | 46'      |
| 13-6-2004  | Лісабон            | Франція            | 2 – 1                 | Англія             | ЧЄ 2004 - 1-й етап    | -    |          |
| 17-6-2004  | Коїмбра            | Швейцарія          | 0 – 3                 | Англія             | ЧЄ 2004 - 1-й етап    | -    |          |
| 21-6-2004  | Лісабон            | Хорватія           | 2 – 4                 | Англія             | ЧЄ 2004 - 1-й етап    | -    |          |
| 24-6-2004  | Лісабон            | Португалія         | 2 – 2 д.ч. (6-5 п.п.) | Англія             | ЧЄ 2004 - чвертьфінал | -    | 44'      |
| 18-8-2004  | Ньюкасл            | Англія             | 3 – 0                 | Україна            | товариський матч      | -    | 46'      |
| 4-9-2004   | Відень             | Австрія            | 2 – 2                 | Англія             | Відбір до ЧС 2006     | -    |          |
| 8-9-2004   | Хожув              | Польща             | 1 – 2                 | Англія             | Відбір до ЧС 2006     | -    | 32'      |
| 9-10-2004  | Манчестер          | Англія             | 2 – 0                 | Уельс              | Відбір до ЧС 2006     | -    |          |
| 13-10-2004 | Баку               | Азербайджан        | 0 – 1                 | Англія             | Відбір до ЧС 2006     | -    |          |
| 17-11-2004 | Мадрид             | Іспанія            | 1 – 0                 | Англія             | товариський матч      | -    |          |
| 9-2-2005   | Бірмінгем          | Англія             | 0 – 0                 | Нідерланди         | товариський матч      | -    |          |
| 26-3-2005  | Манчестер          | Англія             | 4 – 0                 | Північна Ірландія  | Відбір до ЧС 2006     | -    |          |
| 30-3-2005  | Ньюкасл            | Англія             | 2 – 0                 | Азербайджан        | Відбір до ЧС 2006     | -    |          |
| 17-8-2005  | Копенгаген         | Данія              | 4 – 1                 | Англія             | товариський матч      | -    | 46'      |
| 1-3-2006   | Ліверпуль          | Англія             | 2 – 1                 | Уругвай            | товариський матч      | -    |          |
| 30-5-2006  | Манчестер          | Англія             | 3 – 1                 | Угорщина           | товариський матч      | -    | 46'      |
| 10-6-2006  | Франкфурт-на-Майні | Англія             | 1 – 0                 | Парагвай           | ЧС 2006 - 1-й етап    | -    |          |
| 1-7-2006   | Гельзенкірхен      | Англія             | 0 – 0 д.ч. (1-3 п.п.) | Португалія         | ЧС 2006 - чвертьфінал | -    |          |
| 16-8-2006  | Манчестер          | Англія             | 4 – 0                 | Греція             | товариський матч      | -    | 78'      |
| 7-10-2006  | Манчестер          | Англія             | 0 – 0                 | Північна Македонія | Відбір до ЧЄ 2008     | -    |          |
| 11-10-2006 | Загреб             | Хорватія           | 2 – 0                 | Англія             | Відбір до ЧЄ 2008     | -    |          |
| 7-2-2007   | Манчестер          | Англія             | 0 – 1                 | Іспанія            | товариський матч      | -    | 64'      |
| Усього     |                    | Матчів (13 місце)  | 85                    |                    | Голів                 | 0    |          |

## Досягнення
- Чемпіон Англії:

«Манчестер Юнайтед»: 1992-93, 1993-94, 1995-96, 1996-97, 1998-99, 1999-00, 2000-01, 2002-03, 2006-07, 2007-08, 2008-09, 2010-11
- Володар Кубка Англії:

«Манчестер Юнайтед»: 1993-94, 1995-96, 1998-99, 2003-04
- Володар Суперкубка Англії з футболу:

«Манчестер Юнайтед»: 1993, 1994, 1996, 1997, 2003, 2007, 2008, 2010
- Володар Кубка Футбольної ліги:

«Манчестер Юнайтед»: 2005-06, 2008-09, 2009-10
- Переможець Ліги чемпіонів УЄФА:

«Манчестер Юнайтед»: 1998–1999, 2007-08
- Володар Міжконтинентального кубка:

«Манчестер Юнайтед»: 1999
- Чемпіон Європи (U-18): 1993